# تشون-أوروكتو
تشون أوروكتو (بالقيرغيزية: Чоң-Өрүктү)‏ وهي قرية في مقاطعة إيسيك كول في قيرغيزستان. بلغ عدد سكانها حوالي (2,045) نسمة عام 2009.